# Kimmo Muurinen
Kimmo Kalevi Muurinen (Vantaa, 23 febbraio 1981) è un ex cestista finlandese.

## Carriera
Con la Finlandia ha disputato i Campionati mondiali del 2014 e due edizioni dei Campionati europei (2011, 2013).

## Palmarès

### Squadra
- Campionato finlandese: 3

Espoon Honka: 2006-07, 2007-08
LoKoKo: 2012-13
- Coppa di Finlandia: 1

Espoon Honka: 2009

### Individuale
- Korisliiga miglior giovane: 1

2000-01